# 무언가
《무언가》(無言歌; 영어: Songs Without Words, 독일어: Lieder ohne Worte)는 펠릭스 멘델스존이 1829년부터 1845년까지 작곡한 피아노곡집이다. 

## 관련 논문
- 박지영, 〈멘델스존 《무언가》에서 나타나는 동형진행 연구〉, 《음악이론연구》 16, 서울대학교 서양음악연구소, 2011년
- 한미숙, 〈시작 주제의 모호한 복귀: 멘델스존의 〈무언가〉〉, 《음악이론포럼》 29-1, 연세대학교 음악연구소, 2022년

## 비평판 악보
- Christa Jost 편집, Konstanze Eickhorst 손가락 번호 표시, 《Mendelssohn Bartholdy: Lieder ohne Worte für Klavier》, Wiener Urtext Edition, 2001년(한국어판: 음악 세계, 2008년)